# Aéroport de Sherbrooke
 (août 2017).
Si vous disposez d'ouvrages ou d'articles de référence ou si vous connaissez des sites web de qualité traitant du thème abordé ici, merci de compléter l'article en donnant les références utiles à sa vérifiabilité et en les liant à la section « Notes et références ».
L'Aéroport de Sherbrooke (AITA : YSC, OACI : CYSC) est un aéroport situé à 20 kilomètres du centre-ville de Sherbrooke, à Cookshire-Eaton.

## Description
Projeté en 1953, le site de l’aéroport actuel est choisi en 1956, situé dans la ville de Cookshire-Eaton. L’année suivante, la Ville de Sherbrooke acquiert environ 810 hectares pour le projet. L’aérogare a été construite en 1965. Située à 17 km (10 mi) à l'est nord-est de Sherbrooke, et à 10 km (6 mi) au sud de East Angus, Québec, Canada. L'aéroport est classé comme aéroport d'entrée par Nav Canada et est doté de personnel. Il est situé à 45 km (28 mi) au nord de la frontière avec les États-Unis. Il est situé sur un plateau à 241 m (792 pi) d'altitude. A l'occasion, des avions de passagers de style Boeing 737 y atterrissent afin de laisser passer des cellules orageuses ou du mauvais temps. L'aéroport est également utilisé pour les situations de recherche et sauvetage par les hélicoptères de la Sûreté du Québec et l'Aviation royale canadienne venant de la Base des Forces canadiennes Trenton (Ontario) qui intervient au sud-est du Québec. 

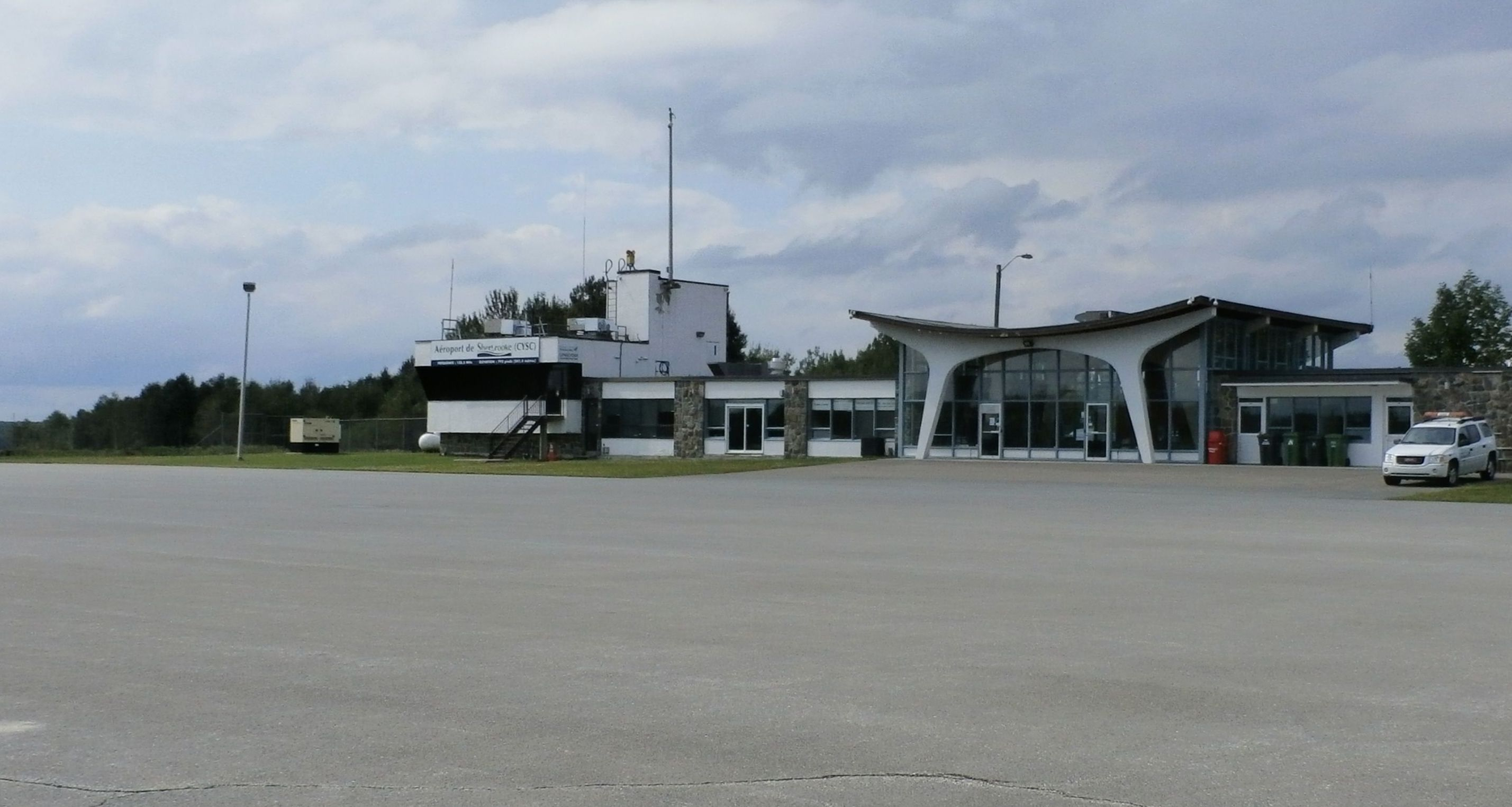
Aéroport de Sherbrooke.
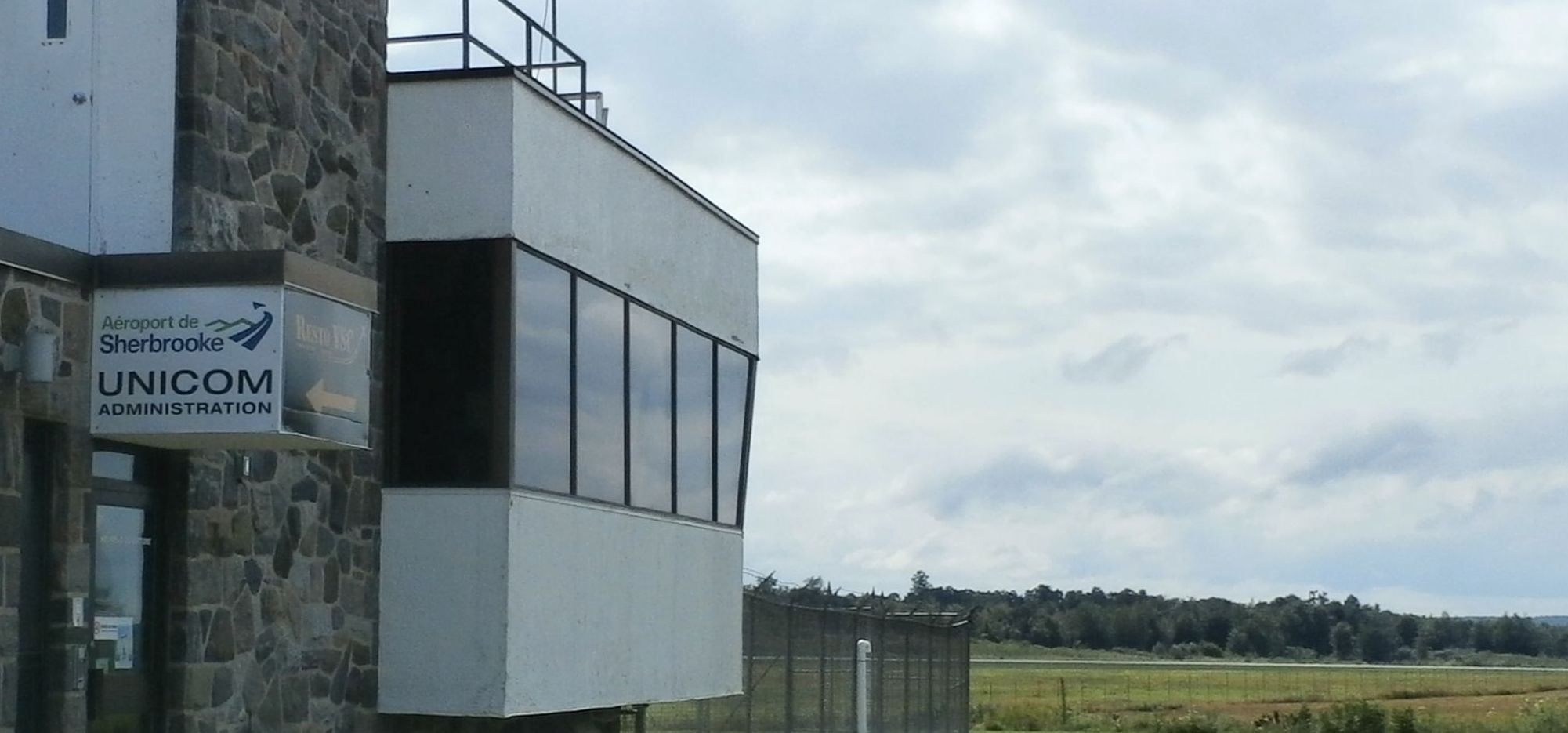
Aéroport; la piste est à l’arrière plan.
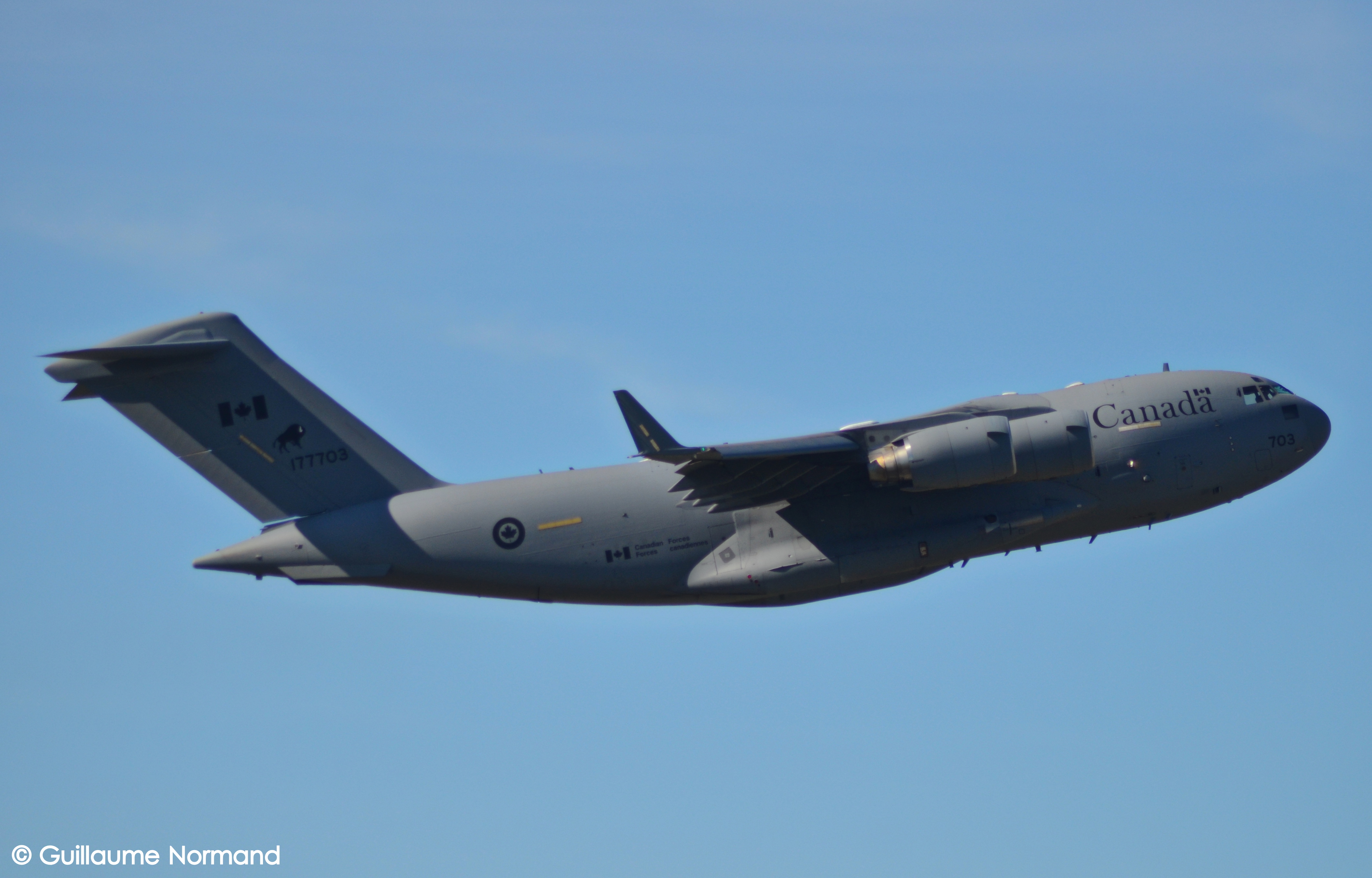
Boeing CC-177 Globemaster de l' Aviation royale canadienne, probablement le plus gros avion à avoir utilisé l'aéroport de Sherbrooke.

## Trafic
L'aéroport n'est pas utilisé pour des services commerciaux. Annuellement, environ 11 000 à 12 000 déplacements ont lieu à l'aéroport. L'aéroport est notamment utilisé pour le transport des Alouettes de Montréal, dont le camp d'entrainement est situé à Lennoxville.

## Développement futur
La région de Sherbrooke est la seule agglomération canadienne de plus de 200 000 habitants dont l'aéroport n'a pas la désignation de l'Administration canadienne de la sûreté du transport aérien (ACSTA). Depuis 2010, à la suite de la faillite de Air Sherbrooke, qui assurait le lien Sherbrooke - Toronto, aucun vol commercial n'y a été offert.  Depuis ce temps, des études sur les retombées économiques et des études de marché ont été réalisées sur la viabilité de l'aéroport à la suite d'une désignation de l'ACSTA.  Plusieurs élus et gens d'affaires de la région ont souvent dénoncé la perte d'occasions d'affaires d'importance, telles que des congrès ou l'implantation de nouvelles entreprises dans la région, due à l'absence d'une desserte aérienne.  L'ACSTA a refusé la demande de désignation de la ville au cours de l'été 2013.  Depuis, le projet a reçu l'appui de plusieurs élus régionaux autant aux niveaux municipal, provincial que fédéral. Le 24 octobre 2013, l'appui de la Fédération des chambres de commerce du Québec est venu s'ajouter au consensus des gens d'affaires régionaux
En plus de cette désignation, le projet consiste à élargir et à allonger la piste pour la porter à une longueur de 7500 pieds, en plus d'agrandir le tarmac et de mettre à niveau le terminal pour accueillir les passagers.

## Source
1. ↑  « CYSC - Sherbrooke Airport », sur skyvector.com (consulté le 20 novembre 2023).
2. ↑  « À propos de l'aéroport de Sherbrooke », sur Aéroport de Sherbrooke (consulté le 28 juillet 2020).
3. ↑  « Journée occupée à l'aéroport de Sherbrooke », sur La Tribune, 7 juin 2017 (consulté le 28 juillet 2020).

- (en) Cet article est partiellement ou en totalité issu de l’article de Wikipédia en anglais intitulé « Sherbrooke Airport » (voir la liste des auteurs).